# Alexandru Chiculiță
Alexandru Chiculiță, född den 3 februari 1961, är en rumänsk fäktare som tog OS-brons i herrarnas lagtävling i sabel i samband med de olympiska fäktningstävlingarna 1984 i Los Angeles.